# Matt Stover
John Matthew „Matt“ Stover (* 27. Januar 1968 in Dallas, Texas) ist ein ehemaliger US-amerikanischer American-Football-Spieler. Der 1,80 Meter große Kicker spielte 20 Saisons in der National Football League (NFL), hauptsächlich für die Baltimore Ravens. Mit 2.004 Punkten hat er die sechstmeisten in der Geschichte der NFL.

## College
Vor seiner NFL-Karriere besuchte Stover die Louisiana Tech University, wo er ein aktives Mitglied des Alpha-Omega-Kapitels von Delta Kappa Epsilon war und die Position des Vizepräsidenten innehatte. Er schloss sein Studium an der Louisiana Tech mit einem Abschluss in Marketing ab. Während seiner College-Karriere verwandelte Stover 64 von seinen 88 Field Goal-Versuchen. Als Sophomore erzielte er gegen Texas A&M ein Field Goal aus 57 Yards Entfernung, was damals einen Schulrekord darstellte. Außerdem war er als Senior Punter und kickte 36 Mal für 1.277 Yards (durchschnittlich 34,1 Yards pro Punt). Er verließ die Louisiana Tech mit insgesamt 262 Karrierepunkten.

## NFL

### New York Giants (1990)
Im NFL-Draft 1990 wurde Stover an 329. Stelle (12. Runde) von den New York Giants ausgewählt. Er befand sich jedoch die gesamte Saison über auf der Verletztenliste. Dennoch gewannen die Giants den Super Bowl XXV gegen die Buffalo Bills.

### Cleveland Browns (1991 bis 1995)
1991 unterschrieb Stover bei den Cleveland Browns. Dort verbrachte er von 1991 bis 1995 fünf Saisons, bevor diese zu den Baltimore Ravens wurden.
Sein NFL-Debüt gab Stover in Woche 1 der Saison 1991 gegen die Dallas Cowboys, bei dem er zwei Extrapunkte verwandelte und einen Field Goal-Versuch verfehlte. In der Saison 1994 führte Stover die Liga in der Trefferquote bei Field Goals an. In Woche 9 der Saison 1995 verwandelte Stover in einem Spiel gegen die Cincinnati Bengals alle fünf Field-Goal-Versuche, einschließlich des entscheidenden in der Overtime. Für seine Leistung gegen die Bengals wurde er zum AFC Special Teams Player of the Week gewählt.

### Baltimore Ravens (1996 bis 2008)
Im Jahr 1996 zogen die Browns nach Baltimore um und wurden zu den Baltimore Ravens. Stover verbrachte den Großteil seiner Karriere als Raven. In Woche 4 der Saison 1997 verwandelte Stover in einem 36:10-Sieg gegen die Tennessee Titans fünf Field Goals und drei Extrapunkte und erzielte mit 18 Punkten seine Karrierebestleistung. Für den Monat September in der Saison 1997 wurde Stover zum Special Teams Player of the Month ausgezeichnet. In allen fünf Spielen im Oktober der Saison 2000 gelang es den Ravens nicht, einen einzigen Touchdown zu erzielen. Während des gesamten Monats war Stover der einzige Raven, der Punkte erzielte. Stover gewann im November 2000 den AFC Special Teams Player of the Month. In der Saison 2000 führte Stover die Liga in Field Goal-Versuchen und Treffern an. Stover erhielt in diesem Jahr einen Super-Bowl-Ring, als die Ravens sein ehemaliges Team, die New York Giants, im Super Bowl XXXV besiegten. Er wurde außerdem in den Pro Bowl und in das All-Pro 1st Team berufen. In der Saison 2006 gewann Stover den AFC Special Teams Player of the Month für den Monat September. Außerdem gelang es ihm zum zweiten Mal in seiner Karriere die Liga in der Trefferquote bei Field Goals anzuführen.
Stover blieb bei den Ravens und stellte mehrere Rekorde auf, darunter 18 spielentscheidende Field Goals. Im Januar 2009 verwandelte Stover ein Field Goal aus 43 Yards, um in der AFC Divisional Round mit 13:10 gegen die Tennessee Titans zu gewinnen. Das war Stovers letztes Field Goal als Mitglied der Ravens. Die Ravens entschieden sich nach der Saison 2008 dagegen Stover erneut zu verpflichten.

### Indianapolis Colts (2009)
Als Free Agent unterschrieb Stover mitten in der NFL-Saison 2009 bei den Indianapolis Colts, um den verletzten Adam Vinatieri zu ersetzen. In Indianapolis half Stover im Alter von 42 Jahren, den Colts am Super Bowl XLIV teilzunehmen, was Stover zum damals ältesten Spieler in der Geschichte des Super Bowl machte (seitdem von Tom Brady übertroffen, der 43 Jahre alt war, als er am Super Bowl LV teilnahm). Im Super Bowl verwandelte ein 38-Yard-Field Goal und zwei Extrapunkte in der Niederlage gegen die New Orleans Saints, womit er immer noch der älteste Spieler mit Punkten im Super Bowl ist. Er wurde vom Team nicht erneut unter Vertrag genommen.

### Ruhestand
Am 25. Mai 2011 verkündete Stover mit den Baltimore Ravens seinen Rücktritt vom professionellen Football. Vor seinem Rücktritt war er das letzte verbliebene Mitglied der originalen Cleveland-Browns-Mannschaft, das noch in der NFL aktiv war. Zum Zeitpunkt seines Karriereendes war er der viertbeste Scorer in der Geschichte der NFL.

## Statistiken
| Legende | Legende            |
| ------- | ------------------ |
|         | Super-Bowl-Sieg    |
|         | Führt die Liga an  |
| Bold    | Karriere-Bestmarke |

### Hauptrunde
| Saison | Team   | Spiele | Spiele | Field Goals | Field Goals | Field Goals | Field Goals | Extra Points | Extra Points | Extra Points | Scoring |
| Saison | Team   | GP     | GS     | FGA         | FGM         | Lng         | FG%         | XPA          | XPM          | XP%          | Punkte  |
| ------ | ------ | ------ | ------ | ----------- | ----------- | ----------- | ----------- | ------------ | ------------ | ------------ | ------- |
| 1991   | CLE    | 16     | 0      | 22          | 16          | 55          | .727        | 34           | 33           | .971         | 81      |
| 1992   | CLE    | 16     | 0      | 29          | 21          | 51          | .724        | 30           | 29           | .967         | 92      |
| 1993   | CLE    | 16     | 0      | 22          | 16          | 53          | .727        | 36           | 36           | 1.000        | 84      |
| 1994   | CLE    | 16     | 0      | 28          | 26          | 45          | .929        | 32           | 32           | 1.000        | 110     |
| 1995   | CLE    | 16     | 0      | 33          | 29          | 47          | .879        | 26           | 26           | 1.000        | 113     |
| 1996   | BAL    | 16     | 0      | 25          | 19          | 50          | .760        | 35           | 34           | .971         | 91      |
| 1997   | BAL    | 16     | 0      | 34          | 26          | 47          | .765        | 32           | 32           | 1.000        | 110     |
| 1998   | BAL    | 16     | 0      | 28          | 21          | 48          | .750        | 24           | 24           | 1.000        | 87      |
| 1999   | BAL    | 16     | 0      | 33          | 28          | 50          | .848        | 32           | 32           | 1.000        | 116     |
| 2000   | BAL    | 16     | 0      | 39          | 35          | 51          | .897        | 30           | 30           | 1.000        | 135     |
| 2001   | BAL    | 16     | 0      | 35          | 30          | 49          | .857        | 25           | 25           | 1.000        | 115     |
| 2002   | BAL    | 15     | 0      | 25          | 21          | 51          | .840        | 33           | 33           | 1.000        | 96      |
| 2003   | BAL    | 16     | 0      | 38          | 33          | 49          | .868        | 35           | 35           | 1.000        | 134     |
| 2004   | BAL    | 16     | 0      | 32          | 29          | 50          | .906        | 30           | 30           | 1.000        | 117     |
| 2005   | BAL    | 16     | 0      | 34          | 30          | 49          | .882        | 23           | 23           | 1.000        | 113     |
| 2006   | BAL    | 16     | 0      | 30          | 28          | 52          | .933        | 37           | 37           | 1.000        | 121     |
| 2007   | BAL    | 16     | 0      | 32          | 27          | 49          | .844        | 26           | 26           | 1.000        | 107     |
| 2008   | BAL    | 16     | 0      | 33          | 27          | 47          | .818        | 41           | 41           | 1.000        | 122     |
| 2009   | IND    | 10     | 0      | 11          | 9           | 43          | .818        | 33           | 33           | 1.000        | 60      |
| Gesamt | Gesamt | 297    | 0      | 563         | 471         | 55          | .837        | 594          | 591          | .995         | 2.004   |

### Playoffs
| Saison | Team   | Spiele | Spiele | Field Goals | Field Goals | Field Goals | Field Goals | Extra Points | Extra Points | Extra Points | Scoring |
| Saison | Team   | GP     | GS     | FGA         | FGM         | Lng         | FG%         | XPA          | XPM          | XP%          | Punkte  |
| ------ | ------ | ------ | ------ | ----------- | ----------- | ----------- | ----------- | ------------ | ------------ | ------------ | ------- |
| 1994   | CLE    | 2      | 0      | 5           | 3           | 30          | .600        | 2            | 2            | 1.000        | 11      |
| 2000   | BAL    | 4      | 0      | 8           | 6           | 47          | .750        | 11           | 11           | 1.000        | 29      |
| 2001   | BAL    | 2      | 0      | 4           | 3           | 40          | .750        | 3            | 3            | 1.000        | 12      |
| 2003   | BAL    | 1      | 0      | 1           | 1           | 43          | 1.000       | 2            | 2            | 1.000        | 5       |
| 2006   | BAL    | 1      | 0      | 2           | 2           | 51          | 1.000       | –            | –            | –            | 6       |
| 2008   | BAL    | 3      | 0      | 4           | 4           | 43          | 1.000       | 6            | 6            | 1.000        | 18      |
| 2009   | IND    | 3      | 0      | 7           | 6           | 44          | .857        | 7            | 7            | 1.000        | 25      |
| Gesamt | Gesamt | 16     | 0      | 31          | 25          | 51          | .806        | 31           | 31           | 1.000        | 106     |

„Führt die Liga an“ wird bei der Kategorie XP% nicht angezeigt, da es jedes Jahr mehrere Spieler mit 100 % gibt.

## NFL-Rekorde
- Sechstbester Scorer aller Zeiten in der NFL: 2.004 Punkte[25]
- Die meisten aufeinanderfolgenden verwandelten Extrapunkte: 469[26][27]
- Die meisten aufeinanderfolgenden Spiele mit einem verwandelten Field Goal: 38[27]
- Die meisten erzielten Punkte von einem Spieler in seinen 30ern: 1.113[28]
- Ältester Spieler, der in einem Super Bowl punktete: 42 Jahre, 11 Tage alt[27]